# Kurbad Königstein

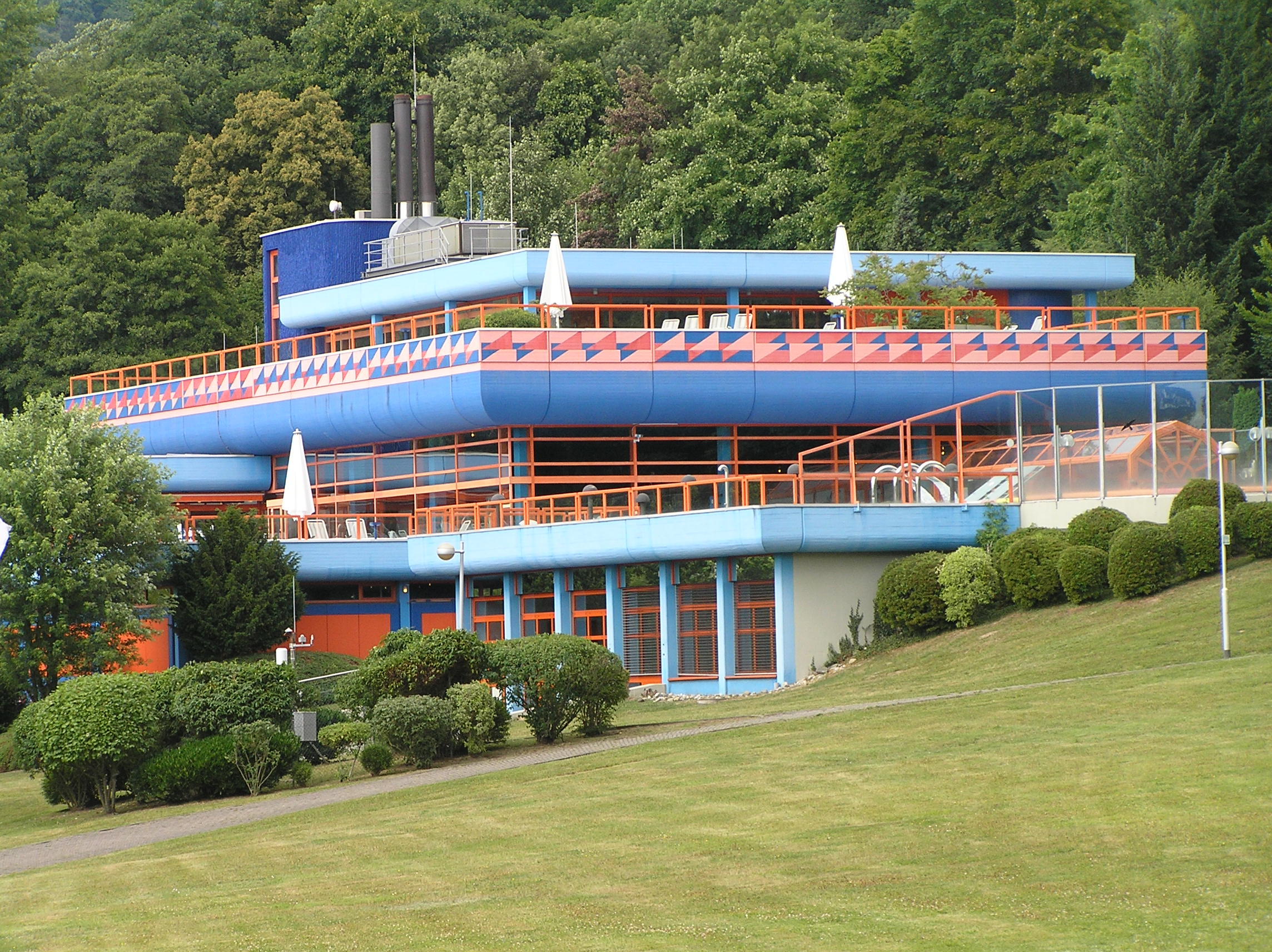
Kurbad, Seitenansicht

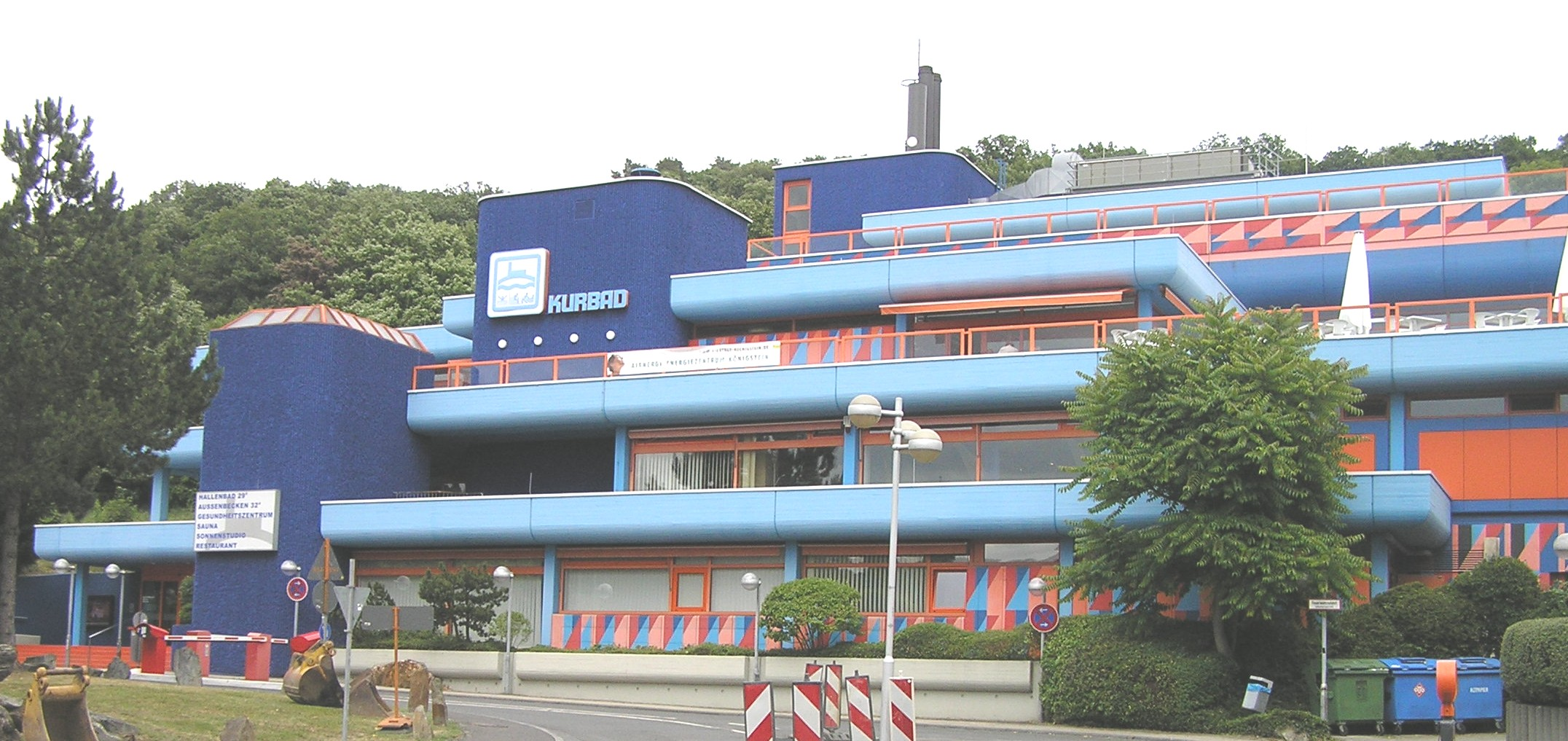
Kurbad, Frontansicht

Das Kurbad ist ein seit 2013 denkmalgeschütztes Gebäude in Königstein im Taunus. Es wurde 2011 unter die schönsten Hallenbäder Europas gerechnet.

## Gebäude
Nach vieljähriger, teils kontroverser städtischer Planungsgeschichte wurde das Kurbad am 12. Juni 1977 als „Haus der Gesundheit“ eingeweiht. Der Bau steht auf einem Teil des Areals des 1933/34 abgerissenen Hotels „Taunusblick“, an der 1966 vollendeten Umgehungs-Trasse der Bundesstraße 8. Die Architekten waren Rudolf und Ingeborg Geier, in Zusammenarbeit mit dem Künstler Otto Herbert Hajek.
1989 wurde ein Außenbecken hinzugefügt. Es handelt sich um einen in Stadtrandlage unterhalb des ehemaligen (auf mittelalterliche Strukturen zurückgehenden) „Höhenbachs“ am Klärchenweg gelegenen, parallel zum Hang breit gelagerten, asymmetrischen Bau. Die Geschosse des vierstöckigen Gebäudes werden je höher desto kleinflächiger und bilden dadurch unterschiedlich große Terrassen aus. Der Kamin- und Versorgungsturm ragt nur unwesentlich über das flachgedeckte oberste Geschoss hinaus; insgesamt ergibt sich eine schiffsähnliche Silhouette.
Die Oberflächenbehandlung, farbig gefasster Sichtbeton in vorherrschend monumentalen, die Horizontale betonenden, scharrierten Wulstformen, entspricht der Zeit des architektonischen „Brutalismus“. Typisch für Hajek ist die Farbgebung in den Komplementärfarben Blau und Orange, womit sich der Bau unübersehbar von dem Grün der umgebenden Wälder und im Stadtbild vielfach hervorhebt. Die Gestaltungscharakteristika, zu denen auch die großzügige Verglasung zählt, sind auch im Inneren bis in alle Details konsequent angewandt worden. Blau und Orange sind auch die Hausfarben des Hauses Nassau, womit sich ein Bezug zur Königsteiner Geschichte ergibt. Das Hauptbecken hat eine Länge von 25 Metern. Die in fünf Bahnen gegliederte und verspiegelte Decke ist ein Blickfang. Die Baukosten betrugen 12,2 Millionen DM.
Neben dem eigentlichen Bad wurde ein Saunabereich geschaffen und zwei Mal erweitert. Daneben bestehen Nebenräume, in denen etwa 150 medizinische Anwendungen pro Tag verabreicht werden.

## Bedeutung
Zusammen mit der Burg Königstein, der Villa Andreae und dem Haus der Begegnung ist das Kurbad eines der stadtbildprägenden Bauwerke der Kernstadt von Königstein im Taunus. Das Kurbad führt die Tradition der zahlreichen architektonisch anspruchsvollen Königsteiner Bauten weiter, die im Zusammenhang mit der Einführung der Kur in Königstein ab 1851 entstanden. Stilistisch eng verwandt ist das wenige Jahre später von den gleichen Architekten und Künstlern umgebaute Mineralbad Leuze in Stuttgart.

## Diskussion um Abriss oder Sanierung 2013
Das Kurbad, das anfangs über tausend Gäste pro Tag zählte, büßte durch die zunehmende Konkurrenz Marktanteile ein. Die Besucherzahl sank auf etwa 180.000 im Jahr 2013. Gleichzeitig war ein Sanierungsstau entstanden. 2013 wurde daher der Abriss des Gebäudes in der Kommunalpolitik diskutiert. Ein Investor hatte angeboten, das Schwimmbad zu kaufen, abzureißen und durch einen Neubau zu ersetzen. Daneben sollte auf dem Gelände Wohnbebauung entstehen. Im Herbst 2013 hat das Landesamt für Denkmalpflege Hessen das Kurbad unter Denkmalschutz gestellt. Gegen die Stimmen der Wählergemeinschaft ALK beschloss das Gemeindeparlament im April 2014 eine Sanierung des Baus für 9,1 Millionen Euro. Während der Vorbereitungen zur Ausstellung „SOSBrutalism“ wurde das Kurbad im August 2017 als gefährdeter Bau in die Liste der Organisation aufgenommen. Wegen der Farbgebung kann das Kurbad streng genommen jedoch nicht zum Brutalismus gerechnet werden.